# 13315 Гілана
13315 Гілана (13315 Hilana) — астероїд головного поясу, відкритий 14 вересня 1998 року.
Тіссеранів параметр щодо Юпітера — 3,492.